# Pampa (voleibolista)
André Felippe Falbo Ferreira (Recife, Brasil; 24 de noviembre de 1964 – Sao Paulo, Brasil; 7 de junio de 2024), más conocido como Pampa, fue un voleibolista y dirigente deportivo brasileño que jugó en la posición de delantero.

## Carrera
Fue miembro de la selección brasileña de Voleibol, con la que ganó la medalla de oro en los Juegos Olímpicos de Barcelona 1992. También participó en los Juegos Olímpicos de Seúl 1988, donde el equipo nacional estuvo en el cuarto lugar.
También ganó la medalla de plata en los Juegos Panamericanos de 1991 en La Habana y la medalla de oro en la Liga Mundial de Voleibol de 1993 en Sao Paulo. En la Liga Mundial de 1995 hizo el saque más rápido jamás registrado, a 197 km/h. Fue considerado el mejor delantero del Campeonato de Italia en 1995. En 1988 recibió el premio al mejor atleta de Brasil entre todas las modalidades de competencia, otorgado por el COB (Comité Olímpico Brasileño).
Jugó para el equipo brasileño de voleibol durante nueve años. Jugó cinco Ligas Mundiales, dos Juegos Panamericanos, cuatro campeonatos Sudamericanos, dos campeonatos mundiales, dos Juegos Olímpicos y un Top Four.
Fue elegido por la FIVB (Federación Internacional de Voleibol) como el mejor delantero brasileño de los Juegos Olímpicos de Seúl 1988. En Japón, jugando para el NEC, fue votado el mejor defensivo del campeonato, mejor atacante y mejor jugador (Jugador Más Valioso, MVP o Jugador Más Valioso).

## Tras el retiro
Después de terminar su carrera trabajó en el Ministerio del Deporte de 2000 a 2002, y fue secretario de Deportes de la ciudad de Suzano de 2007 a 2010. Fue secretario de Deportes en Campos dos Goytacazes de 2013 a junio de 2015. En julio de 2015 se hizo cargo de la Superintendencia Estatal de Deportes del Estado de Pernambuco en la sección de Nuevos Proyectos, en Recife. Trabajó en el Parque Olímpico de 2017 a 2019. Estudió a partir de 2017 en la Universidad Estácio de Sá de Río de Janeiro la carrera de administración.

## Muerte
El 18 de abril de 2024, fue intubado en la Unidad de Terapia Intensiva (UTI) del Hospital Beneficência Portuguesa luego de 35 días internado. Estaba en tratamiento contra un linfoma de Hodgkin y presentó complicaciones pulmonares causadas por consecuencias de la quimioterapia.
Ferreira murió a causa del linfoma el 7 de junio de 2024 a los 59 años en São Paulo.

## Logros
- Serie A de la Superliga Brasilera de Voleibol Masculino (1): 1988/89
- Campeonato Paulista de Voleibol (4): 1986, 1987, 1988, 1994